# تثمين مقدر
تثمين مقدر  (بالإنجليزية:assessed valuation) هو التثمين الذي تقوم بتقديره مصلحة الضرائب على ملك أو عقار أو أرض  بغرض تحديد الضريبة المستحقة عليه . ويتبع المثمن نظاما معينا من القواعد والمبادئ محدده من الجهات الرسمية في بلده.

## اقرأ أيضا
- تثمين
- مثمن (اقتصاد)
- تخصيص الأموال
- حجم الأعمال (اقتصاد)